# Paisatge de Mont-roig
Paisatge de Mont-roig és una pintura de Joan Miró, pintada el 1916, conservat a la Fundació Joan Miró de Barcelona, gràcies a un dipòsit de Gallery K. AG. L'any 1911, Joan Miró contreu la febre tifoide i passa la convalescència al mas familiar de Mont-roig, al Camp de Tarragona. Aquest fet reforça les seves conviccions artístiques. A Mont-roig prendrà consciència d'una identitat genuïna que es nodreix del contacte amb les essències pures, «primitives», del lloc; un lloc inalterable i intemporal. L'obra mostra un paisatge de camp amb tres arbres en primer pla i unes muntanyes de fons.